# Класифікація Аарне — Томпсона
Система класифікації Аарне — Томпсона (англ. Aarne — Thompson classification system, AT) — система міжнародної класифікації казок за двома покажчиками — сюжетом та типом казки, що була розроблена Антті Аарне у 1910 році. У 1928 році її доповнив Стіт Томпсон.
Індекси Аарне — Томпсона є одним з основних засобів у порівняльній фольклористиці при дослідженні казок народів Європи, Близького Сходу та країн, що були населені їхніми вихідцями.
У 2004 році Ганс-Єрґ Утер випустив оновлену версію індексу, що тепер зазвичай називається класифікацією Аарне — Томпсона — Утера (ATU).

## Структура і формування

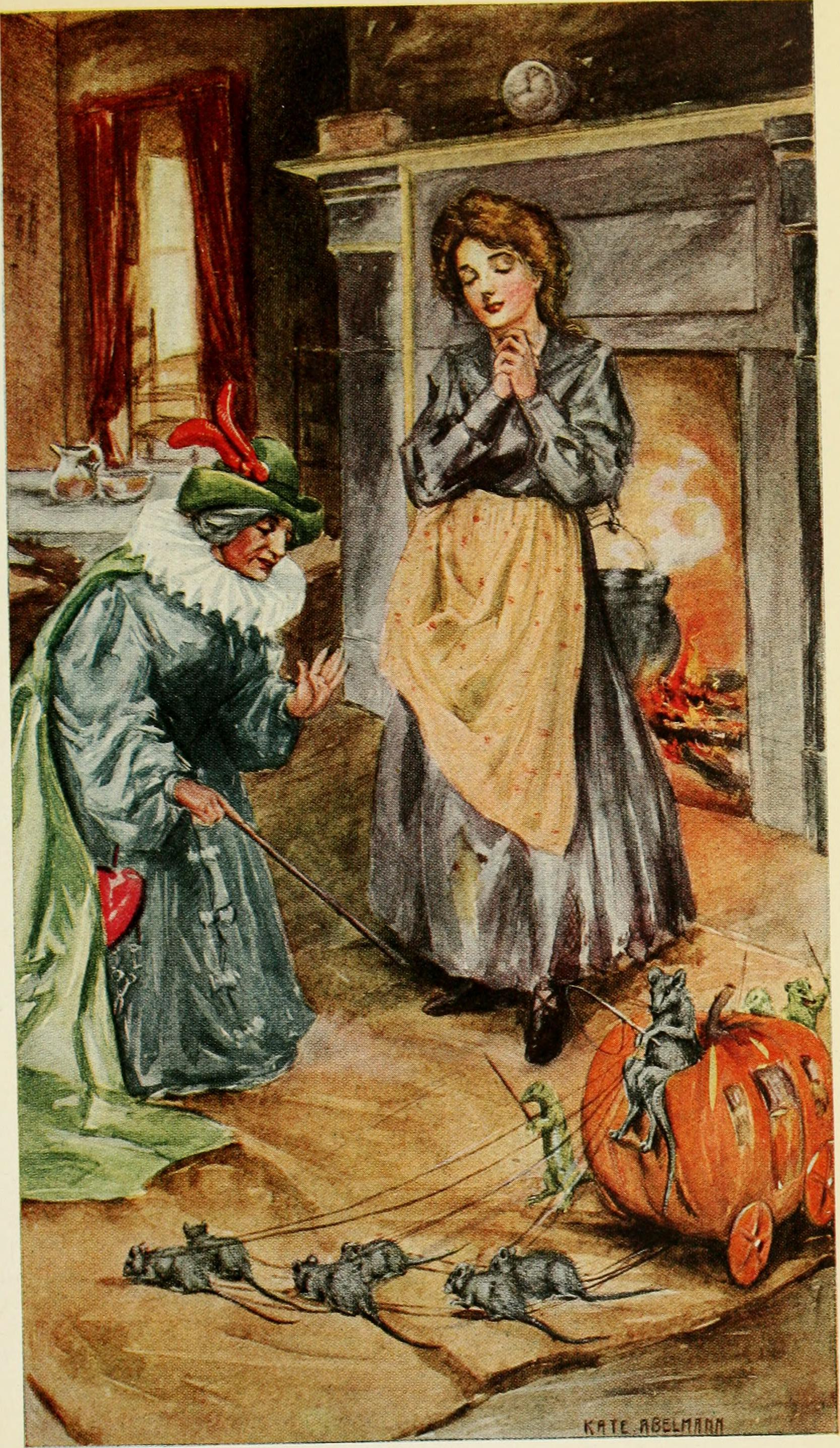
Казка «Попелюшка» має номер 510A, бо містить надприродну допомогу

1910 року Аарне написав «Довідник казкових типів із допомогою колег», який був заснований на фінських народних казках, казках братів Грімм, та народних казках Данії на основі зібрання Свена Ґрундтвіґа. У наступному році, він опублікував книгу «Варіанти фінських казок. Каталог зібраних записів до 1908 року».
1927 року Томпсон опублікував перше видання розширеної системи, а у 1961 році друге — «Типи казок. Класифікація і бібліографія». У ньому він розділив казки на сюжети та групи, та призначив кожному рядку унікальне число.
- Казки з тваринами мають номери 1—299 — описують стосунки тварин як людські, або стосунки людини й тварини, де тварині приписуються людські якості. Наприклад, життя в хаті, носіння одягу, праця, здатність розмовляти, виконувати звичаї. Сюди також зараховано казки з олюдненими неживими предметами та явищами, стосунки з якими втім побудовані за зразком реальних стосунків (допомога одних одним, обман тощо);
- Казки з магією під 300—749 — казки за участю наділених надприродними силами осіб (порадників — знавців таємного знання чи ритуалів, родичів з незвичайними здібностями, як-от здатність перетворюватися на тварин, чарівним чином виконувати складну роботу, а також помічників з надприродними силами та осіб, які дають надзвичайні завдання), або з використанням надприродних сил (заклять, місць, надприродних істот чи наділених незвичайними властивостями звичайних створінь);
- Релігійні казки під 750—849 — за участю релігійних персонажів та служителів культу, а також ті, де сюжет розвивається згідно певних релігійних ідей. Наприклад, покарання Богом грішників чи винагорода благочестивців, історії про відвідування потойбіччя;
- Романтичні казки під 850—999 — історії про одруження людей, які належать до різних станів (наприклад, бідняка на принцесі), боротьба проти несправедливості, проучення за негідні вчинки, прийняття несподіваних мудрих рішень;
- Казки про дурного огра під 1000—1199 — казки про обдурення недоброзичливих чудовиськ (чорта, велетня, огра), або виправлення завданої ними шкоди;
- Жарти й анекдоти під 1200—1999;
- Казки-формули під 2000—2400 — сюди головним чином належать комулятивні казки (де відбувається перелік чого-небудь, при цьому при додаванні кожного наступного елемента повторюються всі попередні);
- Некласифіковані казки, нарешті, від 2401 до 2500.

Коли при нумерації не вистачало проміжних цифр, то додатково використовувались латинські літери. Для подальшого розширення вглиб, додавали римські цифри, а ще глибше — маленькі латинські літери. Великі оповіді, що містять багато сюжетів, можуть мати не один номер, а відповідно кількості окремих унікальних сюжетів у цьому творі.
Наприклад, українська казка «Котигорошко» має у сюжеті магію, тому номер її сюжету 312D; німецька казка про «Гензель і Гретель» — теж, тому має номер 327A. А, наприклад, анекдот про попа із козиним голосом має сюжет із номером 1834.

## Значення і критика
Всі великі описи архівів у світі відсортовані за цим покажчиком, наприклад, Блумінгтон, Копенгаген, Марбург, Геттінген і Росток. Незважаючи на часту критику за європоцентризм, пов'язану з обмеженістю європейськими казками, відсутність класифікації за описовими типами як сага чи легенда, тощо, цей індекс і донині має міжнародне наукове та дослідницьке значення.

## Порівняльний покажчик українських казок
Українські казки не мають повного покажчика, хоча перелічені у багатьох іноземних порівняльних покажчиках, зокрема, у складі слов'янських та російських. Найбільші кілька спроб індексування були за участі російського літературознавця М. П. Андреєва. Найновіша версія цього покажчика для білоруських, російських та українських казок вийшла 1979 року.